# Nathanael Laurenius
Nathanael Laurenius, född 1658 i Vallerstads församling, Östergötlands län, död 24 april 1703 i Tjällmo församling, Östergötlands län, var en svensk präst.

## Biografi
Laurenius föddes 1658 i Vallerstads församling. Han var son till kyrkoherden Johannes Laurenius och Ingeborg Kellander. Laurenius blev 9 december 1679 student vid Uppsala universitet. Han prästvigdes 29 mars 1686 och blev komminister i Järstads församling. 1697 blev han kyrkoherde i Tjällmo församling. Laurenius avled 1703 i Tjällmo församling.

### Familj
Laurenius gifte sig 1695 med Maria Rant (1672–1708). Hon var dotter till rådmannen Jöns Rant och Brita Bengtsdotter i Skänninge stad. De fick tillsammans sonen fältväbeln Jöns Lauréen (1696–1738) på Narveryd i Vallerstads församling.